# 노양근
노양근(盧良根, 1900년~?)은 일제강점기 동아일보 신춘문예로 등단한 동화작가이자 교사이다.

## 생애
개성송도고보 졸업 뒤 조대 문학통신수업. 다년간 교편생활을 이어갔다. 아동문학과 시가, 소설 방면에 연구, 창작 등의 활동을 하다가 동아일보 현상문예모집에서  "학생의 노래"가 당선되었으며, 신춘문예 동화당선까지 4번째였다. 현 직업은 "학생의 노래" 당선 때문에 교원의 직을 잃고 구직중이라고 밝히고 있다.

## 작품 목록
- 《눈오는 날》(1934)
- 《참새와 구렁이》(1935)
- 《날아다니는 사람》(1936)
- 《열세 동무》(1940)
- 《어깨동무》(1942)